# Sveatlana Bahinskaia
Sveatlana Bahinskaia (în belarusă Святлана Багінская; n. 9 februarie 1973, Minsk, RSS Bielorusă, URSS) este o gimnastă artistică sovietică, medaliată olimpică. A participat la 3 ediții ale Jocurilor Olimpice (1988, 1992, 1996) în care a câștigat trei medalii de aur, o medalie de argint și o medalie de bronz.